# Chloeia tumida
Chloeia tumida är en ringmaskart som beskrevs av Baird 1868. Chloeia tumida ingår i släktet Chloeia och familjen Amphinomidae. Inga underarter finns listade i Catalogue of Life.